# ابرامی
ابرامی (به لاتین: Abramy) در لهستان است که در Gmina Kałuszyn واقع شده‌است.

## خصوصیات
ابرامی ۶۰ نفر جمعیت دارد.